# Bundesautobahn 862
L'autoroute allemande 862 (Bundesautobahn 862 en allemand et BAB 862 en abrégé) était une autoroute située en Allemagne.
L'autoroute A 862 reliait l'Autoroute française A36 à l'autoroute allemande Bundesautobahn 5 en direction de Fribourg-en-Brisgau. Son unique tronçon, d'une longueur de 400 mètres, consistait à enjamber le Rhin et permettre le raccordement des deux autoroutes.
Cela en faisait la plus petite autoroute allemande. Malgré cela, elle était empruntée par près de 14 000 personnes par jour. Côté allemand, elle prenait souvent le nom d'A5 alors que côté français, c'est le nom d'A36 qui est emprunté. Aujourd'hui, elle a donc pris le nom d'autoroute A5 et se retrouve être une simple branche de cette autoroute